# Adae (Fest)
Das Adae-Festival ist das Yams-Fest und als solches die alljährliche Hauptfeierlichkeit bei vielen Akan-Völkern des heutigen Ghana und der heutigen Elfenbeinküste. 
Der Hauptzweck dieses Festivals ist das Gedenken an die Ahnen. Dabei wird, so die traditionelle religiöse Vorstellung der Akan, der bisherige spirituelle Bund mit den Vorfahren erneuert, welcher die fortgesetzte Teilhabung der Toten an den Angelegenheiten der Lebenden gestattet. Der Hauptteil des Adae-Festes wird daher auch von einer Folge von Ritualen begleitet, welche auf die Ahnen ausgerichtet sind, neben einigen Zeremonien mit dem Häuptling als Mittelpunkt.

## Regionale Verbreitung
Weitere regionale Varianten dieses Festes sind 
- Odwira im Aschantigebiet (Das Fest der Reinigung)
- Ohum in Twifo (Tafo, Tufel) (Das Fest des Geistes des Birim-Flusses)
- Bakatue in Elmina (Das Fest der Öffnung der Lagune (für den Fischfang))
- Akwambo (Das Fest der Reinigung der Wege), Ododzi, Adwedi, Akwasidae (oder in ähnlichen Schreibweisen) sind weitere Alternativbezeichnung bei den Akan für dieses Fest.

Auch sind bei einigen nichtakanischen Völkern der Goldküste zeitlich und inhaltlich ähnlich geartete Feste bekannt, wie bspw. das Homowo-Fest bei den Ga (Das Fest der Verhöhnung des Hungers), das Nmayem-Fest bei den Krobo (Das Fest des Maisessens), das Epe-Ekpe bei den Ewe (Yams-Fest) oder das Danyibakaka-Fest bei bestimmten Ewe-Gruppen (Das Gedenkfest für das Übersetzen über den Danyi-Fluss im Jahre 1686).
Alle diese Feste haben die Erneuerung des Bundes mit den Ahnen im Zusammenhang mit der jeweiligen regionalen Hauptnahrungsquelle zum Inhalt.

## Kalendarische Einordnung
Bei den Akan kennzeichnet Adae eine 40-tägige Periode. Da das Ende einer solchen Periode, das Akwasidae, aber immer auf einen Sonntag fällt, wird aus einem Adae im Durchschnitt eine 42-Tage-Periode. Das Ende eines jeden Adae wird meistens mit einer kleinen Feierlichkeit begangen, so dass im Verlaufe eines Jahres in der Regel neun solcher Adae-Feste gefeiert werden. Nur eben das neunte der neun Feste, dessen Adae mit dem Akwasidae beginnt, das heißt mit dem letzten Tag der vorhergehenden Adae-Periode, ist das Große Adae und fällt zumeist in den Monat August und wird besonders ausgiebig gefeiert. Es galt auch in der Vergangenheit als Abschluss eines alten und Beginn eines neuen Jahres. Nicht überall in den verschiedenen Akan-Gesellschaften gibt es diese neun Adae-Feste, jedoch das neunte und Hauptfest gibt es überall, welches nur regional mit unterschiedlichen Namen bezeichnet wird. 
Der Adae-Kalender ist bei den Akan-Völkern ein heiliger Kalender, der aber, wie es scheint, in der Vergangenheit auch bei anderen Völkern Westafrikas verbreitet war. Die aschantische Variante dessen ist der Adaduanan, welcher das Jahr in neun Perioden à 40 Tage einteilt. Jede dieser 40-Tage-Perioden (Adae) wird in sechs Wochen eingeteilt à 6 Tage. Alle diese sechs Tage haben heilige Namen und sind beweglich. Zwei spezielle Tage werden als besonders günstig gehalten – der Mittwoch und der Sonntag. Nur an einem dieser beiden Tage hört eine Woche auf, bzw. fängt eine neue an. Liegt das Ende einer 40-Tage-Periode dazwischen, wird die Woche bis zum nächstfolgenden Mittwoch oder Sonntag ausgedehnt, so dass zumeist eine 42-Tage-Periode als Adae entsteht. 
Im historischen Königreich Fetu der 1660er Jahre bestand eine solche Periode aus 44 Tagen, die sich im Rhythmus 19-6-13-6-Tage-Perioden aufteilten. Nur die 19- und die 13-Tages-Periode wurden glückliche Tage oder Adae genannt. Die ersten drei Tage der 19-Tages-Periode hießen gemäß Müller auch A dà je pram pram, was „überaus glückliche Tage“ bedeutet habe. Die jeweiligen 6-Tages-Perioden waren A dà mu oder „Unglückstage“.

## Traditionelle Feierlichkeiten
Es gibt zwei Typen des Adae-Festes: das „Mittwochs-Adae“ oder „Kleine Adae“ und das „Sonntags-Adae“, das „Große Adae“. Das „Mittwochs-Adae“ wird in Asante auch Kurudapaawukuo oder der Tag des Awukudae genannt, während das „Sonntags-Adae“ in Asante als Kurukwasie oder Tag des Akwasidae bezeichnet wird. Während das „Mittwochs-Adae“ im Wesentlichen ein rituelles Ereignis ist, ist das „Sonntags-Adae“ in Verbindung mit den Häuptlings-Zeremonien hauptsächlich der Anlass für eine allgemeine Feierlichkeit in der Gemeinschaft. Das „Sonntags-Adae“ bildet auch den Kulminationspunkt und gleichzeitig den Abschluss der Feierlichkeiten, die am Nkyikwasie (Aschanti), das heißt eine volle Woche vor dem Adae-Sonntag beginnen. Eigentlich beschließt das Akwasidae, auch Addai Kessie, genannt, die erwähnte 42 Tage lange Periode.
Früher waren die Feierlichkeiten zeitlich ausgedehnter. So begann bspw. das aschantische „Große Adae“ des Jahres 1857 am Sonntag, den 9. August 1857, am Sonntag, den 16. August erreichte es einen ersten Höhepunkt, am 23. August kamen die Häuptlinge der Umgebung und am 25. August fand die gemeinsame Prozession mit dem König statt, die auch gleichzeitig das Ende der Fastenzeit bedeutete. Am 9. September 1857 wurden die Feierlichkeiten mit dem „Kleinen Adae“ beendet.

### Sonntags-Adae
Da der Tag des Adae-Festes auch als heiliger Tag gilt, ist er nicht nur den Ahnen geweiht, sondern auch den Göttern, und es heißt, an diesem Tag werden auch alle bislang ungesühnten Verbrechen und Verletzungen religiöser Regeln bestraft. Bis in jüngste Zeit hinein war an einem Adae-Tag jegliche landwirtschaftliche Aktivität, die Hauptbeschäftigung der breiten Masse des Volkes, verboten. Zumindest am Adae-Sonntag wäre ohnehin keine Zeit hierfür, denn in allen Haushalten sind die Menschen mit Vorbereitungen für das Fest beschäftigt. An einem solchen Adae-Tag gehen die Trommler in der Morgendämmerung noch vor Aufgang der Sonne in den Palast, um mit dem Schlagen der „Rede-Trommeln“ die Leute zu wecken. Sie trommeln dabei bestimmte Poeme, sog. „Aufweck-Texte“, neben Lobpreisungen auf frühere Häuptlinge und den lebenden Häuptling. Von Sonnenaufgang an kann dann jeder, dem es gefällt, zum Häuptling gehen und ihm seine Adae-Grüße überbringen. An diesem Tag wird erwartet, dass der Häuptling für seine Untertanen verfügbar ist (was, je höher die Machtposition im Lande, umso seltener der Fall ist), während als Gegenleistung erwartet wird, dass die Untertanen ihre Loyalität dem Häuptling gegenüber zum Ausdruck bringen, indem sie um die Erlaubnis für die Teilnahme an den Festaktivitäten bitten. Auch kommen gleichzeitig alle jene in das Häuptlingsgehöft, welche irgendwelche öffentliche Funktionen bekleiden, wie Unter-Häuptlinge, Minister, Trommler, Hornbläser, Flötenspieler als eine Art Herolde, Stuhlträger, Träger der Sonnenschirme, Träger des zeremoniellen Staatsschwertes oder anderer Staats-Insignien, Leibwächter, Botschafter, die Captains der Asafo-Einheiten, Sprecher, Dolmetscher und dergleichen, was immer der Häuptling an Posten in seinem Machtbereich verteilt hat, sowie auch Gäste von außerhalb. Alle sind gekleidet in farbenprächtigen Kostümen mit allerlei Ornamenten und Insignien, welche ihrem Amt oder Rang entsprechen. Ausnahme bildet der König oder Häuptling selbst, welcher Trauerkleidung trägt, das heißt Kleidung in schwarz, vor allem während der Zeremonie, bei der er mit den Toten in Kontakt tritt. Gesangs- und Tanz-Ensembles ergreifen zu diesem Anlass die Gelegenheit, eine öffentliche Vorstellung zu geben, worauf man besonders erpicht ist, wenn diese einen neuen Gesang oder Tanz einstudiert haben. Gegen 11.00 Uhr begibt sich dann der Häuptling mit dem gesamten versammelten Gefolge zum Stuhlhaus. Es sind jedoch nur der Häuptling selbst und einige der Ältesten, welche die Räumlichkeiten des Stuhlhauses betreten dürfen. Der Rest wartet draußen. Der Häuptling tritt dann vor die Stühle der Häuptlinge der Ahnen und als Zeichen der Demut zieht er seine Sandalen aus und stellt sich auf sie drauf. Er legt sein Gewand ab, so dass die Schultern frei sind, verbeugt sich und begrüßt die unsichtbaren, aber anwesenden Seelen der ehemaligen Stuhlbesitzer. Trankopfer werden verschüttet und es wird ein Schaf geopfert, wie es traditionell der Akan-Brauch vorschreibt. Mit dem Fleisch des geopferten Tieres wird dann ein rituelles Mahl bereitet und vor den Stühlen abgestellt. Diese „Stuhlhaus-Zeremonie“ nimmt ca. zwei bis drei Stunden in Anspruch, während die draußen Wartenden sich zwischendurch mit Musik und Tanz vergnügen.

### Sonntags-Adae in Kumasi
In früheren Zeiten strömten in Kumasi, der Hauptstadt des Aschantireiches, am Akwasidae-Sonntag die Einwohner zusammen, um sich den mit diesem Fest verbundenen traditionellen Pomp anzusehen, besonders wenn an diesem Tag auf dem Manhyia, dem großen Platz vor dem Palast des Asantehene, der Goldene Stuhl und die Goldene Trommel als Insignien der aschantischen Einheit dem Volke gezeigt wurden. 
Alle wichtigen Amtspersonen, einheimische wie fremde, waren zu diesem Anlass auf dem Platz versammelt, wenn die Häuptlinge, hoch getragen in Sänften mit viel begleitenden Getrommel ihre Grüße vorbringen und sich anschließend in den Innenhof des Palastes zu begeben. Nachdem alle Würdenträger und Häuptlinge in dieser zeitlich sehr ausgedehnten Prozession das Tor zum Palast passiert und ihre Plätze unter den bunten Staatsumbrellas eingenommen haben, kommt eine Gruppe junger Männer in Reihe in die Mitte marschiert, die Paare goldener Sandalen hochhalten (?). Dies sind die königlichen Sandalenträger, hinter ihnen schreiten die königlichen Schatzbeamten, die Kästen tragen, in denen sich bei früheren Anlässen Goldstaub befunden hat. Dann kommen Leute, welche die schwarze Medizinkiste tragen, welche zahlreiche magische und medizinisch verwendete Kräuter u. dgl. enthält und die vom König, der auch gleichzeitig Oberbefehlshaber seines Heeres ist, hauptsächlich auf dem Schlachtfeld eingesetzt wird. Dann wird ein weinfarbenes und goldbesticktes Samtkissen hereingetragen, auf welches schließlich der König seine Füße legen kann, wenn er denn möchte. Die Leibwächter und Schwertträger folgen, welche Dolche und Bajonette mit goldbesetzten Griffen tragen, die dabei die Menge mit einigen artistischen Einlagen unterhalten. 
Eine unübliche (ungewöhnliche) Bewegung zeigt an, dass gleich etwas Außergewöhnliches folgt und einige Sekunden später erhebt sich ein jeder und verbeugt sich, wenn die Goldene Trommel vorbeigetragen wird, anschließend passiert dasselbe, wenn der Goldene Stuhl gebracht wird. Zu dem Goldenen Stuhl gehören auch drei goldene, lebensgroße Figuren des Denkirahene, Itim Denkira, des Gyamanhene und des letzten Fosihene, Apenten. Diese drei Könige fielen einst in den Schlachten gegen die Aschanti und die Siege über diese galten als Hauptmeilensteine bei der Errichtung der aschantischen Nation als geeintes Königreich. Die Totenmasken dieser drei Könige sollen sogar noch einst auf dem Schlachtfeld modelliert worden sein. 
Unmittelbar nach dem Goldenen Stuhl wird die Sänfte mit dem Otumfuo, das heißt des Oberbefehlshabers der Armee, hereingetragen, der in der Regel identisch ist mit dem König selbst. Der König steigt herab, tanzt ein wenig oder macht etwas anderes, während der Hofchronist lautstark die kriegerischen Großtaten früherer Könige preist. Der König ist zu diesem Anlass mit einem prachtvollen Kente-Gewand bekleidet. Auch trägt er eine goldene Brustplatte, einige Talismane, goldene Sandalen, goldene Fußreifen und goldene Kniebänder sowie eine Art Turban aus grünem Samt auf dem goldene Sternchen und Halbmonde befestigt sind. Tanzt der König vor dem Podium eines Staatsgastes, oder in früherer Zeit dem obersten Vertreter der Kolonialmacht, so galt dies als die allerhöchste Ehrenbezeugung des Königs und als königlicher Willkommensgruß in Asante. Dann werden die ausländischen Gäste per Handschlag begrüßt, bevor der König seinen Platz auf dem hierfür reservierten Podest, dem Sumpikesisu einnimmt, während an seiner Seite die jeweiligen linken und rechten Flügelkommandanten seiner Armee Platz nehmen. Der Stuhl, auf dem der König Platz nimmt, ist jedoch nicht der Goldene Stuhl, auch wenn dieser ebenfalls reichlich mit Gold verziert ist.
In alten Zeiten wurden diese von den Generälen und Kriegern getanzt, die damit den Verlauf irgendwelcher, von ihnen geschlagener Schlachten nacherzählten. In den außerhalb der Stadt liegenden Dörfern und Städten werden an diesem Tag „zu Ehren der Stühle“ Schafe geschlachtet, mit Ausnahme in der Hauptstadt selbst, hier wurden die Schafe erst am nächsten Tag geschlachtet. 
Das Fest endet mit dem „Tanz der Mädchen“, dem Akwadaa mo, was wörtlich übersetzt heißt „Gratulation, du junger Mann“. Dabei werden zwei junge und prächtig gekleidete Jungfrauen aus den Reihen der königlichen Familie auf den Schultern zweier kräftiger Männer herbeigetragen, während die Mädchen jeweils einen weißen Bullenschwanz synchronisiert zur Musik geräuschvoll schwingen. Anschließend folgen die Stuhlträger der Königinmutter und kurz dahinter die Sänfte mit der Königinmutter selbst. Auch diese zollt mittels Gesten dem König ihren Respekt, bevor sie an seiner Seite Platz nimmt. Nun werden begleitet von Trommel- und Hornmusik zahlreiche Tänze aufgeführt, wobei auch andere Mädchen teilnehmen, die zumeist aus dem Gefolge der Königinmutter stammen oder speziell hierzu eingeladen wurden. Auch nehmen einige Männer an diesem Tanz teil, welche im Verlaufe dessen von den Mädchen in einem Kreis umrundet werden. Es ist die Pflicht der Königinmutter, selbst an den Tanz teilzunehmen, das heißt insbesondere an jener Stelle, an welcher der Kreis um die tanzenden Männer geschlossen wird. Niemand darf jemals eine Königinmutter umarmen, auch nicht während dieses Tanzes. Wenn die Königinmutter ihren Tanz stoppt, stoppt auch das Orchester und das gesamte Adae-Festival ist damit offiziell beendet.

### Mittwochs-Adae
Die Aktivitäten des „Mittwochs-Adae“ finden hauptsächlich im „Stuhl-Haus“ statt, da der „Stuhl“ des Häuptlings oder Gemeinschaftsoberhauptes bei den Akan nicht nur ein Symbol für das Häuptlingsamtes schlechthin ist, sondern er dient auch als Schrein eines großen gemeinsamen Vorfahren, der im Allgemeinen identisch ist mit dem Gründer des Ortes. Jedoch wird zwischen dem „Stuhl des Lebenden“ (als Häuptlingssymbol) und dem „Stuhl des Toten“ (als Erinnerungsschrein) streng unterschieden, obwohl beide in einem einzigen Stück vereint sind. Diese Unterscheidung drückt sich vor allem in der Farbgebung aus. Weiß, das heißt im Allgemeinen die natürliche Farbe des Holzes, steht für den Häuptlings-Stuhl und schwarz oder sehr dunkel eingefärbtes Holz, steht für das Toten-Erinnerungssymbol. Es gibt wohl keinen Häuptlingsstuhl auf der Goldküste, der nicht diese beiden Farben oder Farbschattierungen vereint. Stirbt bei den Akan ein Häuptling, dann ist es zunächst die Pflicht seines Nachfolgers, die mitunter inzwischen verblassten Farbschattierungen seines Stuhles aufzufrischen, besonders jedoch das Schwarz, um die Verbindung zu den Ahnen herstellen zu können. Er kann auch einen neuen Stuhl anfertigen oder anfertigen lassen, wenn er möchte, was zumeist auch geschieht. In diesem Sinne kann das „Stuhl-Haus“ gleichzeitig als ein heiliger Platz der Ahnenverehrung und als Ort der spirituellen Erneuerung vor allem in Bezug auf die Anerkennung als politische Autorität in der übrigen Bevölkerung angesehen werden. Besonders Letzteres, das heißt die mit Segnungen der Ahnen verliehene politische Autorität, muss jedoch alle 42 Tage erneuert werden. Bei Nichteinhaltung der 42-Tage-Regel oder bei negativer oder ausbleibender Rückantwort von den Ahnen verliert der Häuptling seine Reputation und ist es nicht mehr wert, das Amt des Häuptlings auszufüllen. Die alljährliche spirituelle Haupt-Erneuerung findet jedoch am „Sonntags-Adae“ statt. 

### Geschichtliches
Aus Anlass des Adae-Festivals wurden früher Menschen geopfert. David Mill Graves erwähnt in seinem Journal über die holländische Mission nach Kumasi von 1857, dass er am 26. August 1857 vor den toten Körpern von 59, zu Ehren der Ahnen im Rahmen des Adae-Festivals hingerichteten Männern und Frauen stand, an deren toten Körpern sich die Geier weideten. Sie waren am Tag zuvor unter den Soldaten und der Dienerschaft drs Häuptlings-Gefolge, die einer königlichen Prozession folgten, ausgewählt und zum Tode verurteilt worden. Die Hinrichtung erfolgte im oder beim Samanpone, das heißt dem „Wald der Geister“ bei Kumasi. Bereits im Eintrag für den 23. September 1857 beschreibt Graves in seinem Bericht eine grausame Hinrichtung, ein ähnlicher Eintrag findet sich für den 12. September. Auch als am 2. September 1857 die Tochter eines später Hingerichteten an den Folgen eines zu langen Fastens starb, das allgemein einem Adae-Festival vorausgehen soll, wurden zu Ehren der verstorbenen Tochter unter militärischen Ehren 13 weitere Menschen geopfert, das heißt hingerichtet.